# Chiesa del Cristo (Pordenone)
La chiesa di Santa Maria degli Angeli, detta comunemente del Cristo, è una chiesa di Pordenone che risale al XIV secolo. L'appellativo di "chiesa del Cristo" ha origine nella presenza, al centro dell'altare maggiore, di un crocifisso ligneo del XV secolo di Giovanni Teutonico, un tempo considerato miracoloso. La chiesa, originariamente in stile romanico-gotico, subì nel tempo vari rimaneggiamenti e restauri; quello con l'impatto maggiore avvenne nel 1760, quando fu rinnovata in stile neoclassico.

## Storia

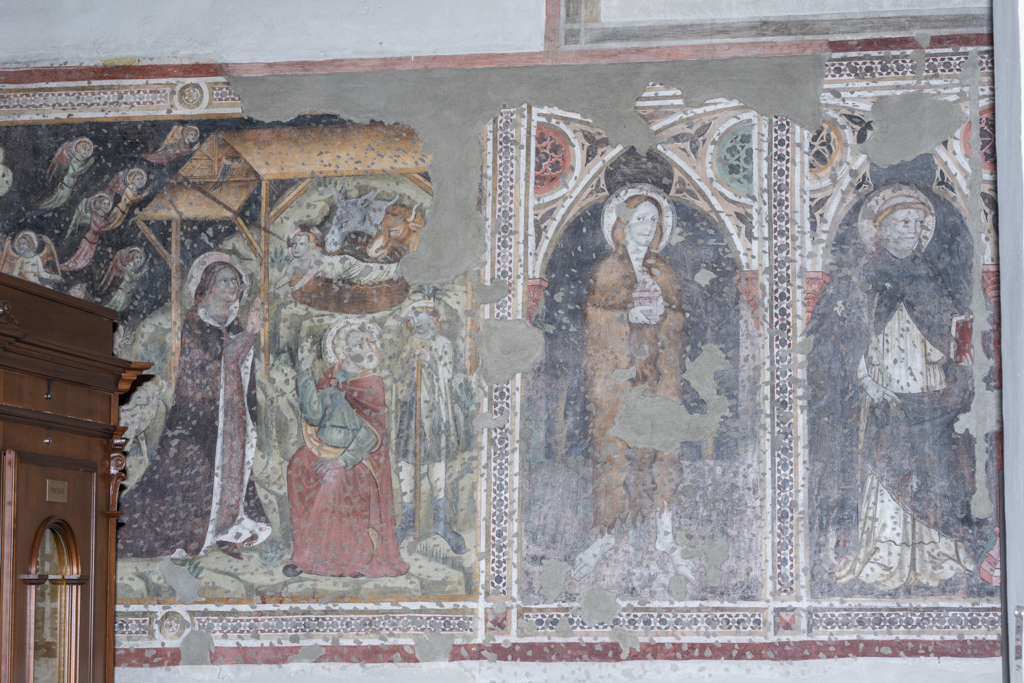
Affresco trecentesco rappresentante la Natività, Maria Maddalena e San Domenico.

La chiesa venne costruita nel 1309 come cappella del vicino ospedale dedicato a Santa Maria degli Angeli, gestito dalla confraternita dei Battuti.
Tra il XIV e il XV secolo vennero concesse diverse indulgenze alla chiesa. È stata nel tempo meta di processioni cittadine e pellegrinaggi provenienti da diverse località della Diocesi, specialmente per chiedere protezione dalla siccità o dalle piogge eccessive. Le note settecentesche di Giovan Battista Pomo menzionano in particolare una processione del 1729 per chiedere la cessazione delle «continue piogge che riportano non poco pregiudicio a queste nostre campagne».
Nel 1665 divenne la cappella dell'adiacente monastero delle monache agostiniane. Dopo il trasferimento delle suore nel convento dei Domenicani nel 1771, tornò ad essere la cappella dell'ospedale.
Nel 1760 subì importanti modifiche architettoniche in stile neoclassico: le finestre e le porte laterali a sesto acuto ed il rosone della facciata furono murati, vennero alzate di quasi un metro le pareti e realizzato un nuovo soffitto, fu ampliata l'aula e l'esterno venne intonacato. Durante questa ristrutturazione vennero inoltre chiuse le due cappelle laterali che originariamente affiancavano l'abside.
Venne gravemente danneggiata dai bombardamenti del 28 dicembre 1944, che causarono il crollo del tetto e la distruzione del soffitto affrescato da Pietro Venier. Venne rapidamente ricostruita e nel giugno del 1946 il vescovo Vittorio D'Alessi la riaprì al culto. In quegli anni l'artista Tiburzio Donadon realizzò sul soffitto l'affresco dell'Assunta in sostituzione di quello che era andato perduto e decorò i fondali delle pareti in gusto settecentesco.
Nel 1963 venne eliminata l'intonacatura esterna e tra il 1967 e il 1968 venne portato alla luce un ciclo di affreschi trecenteschi.
Ulteriori restauri vennero eseguiti in seguito al terremoto del Friuli del 1976.

## Descrizione
La chiesa, costruita inizialmente in stile romanico-gotico, è stata rimaneggiata nel 1760 in stile neoclassico.

### Esterno
Le pareti esterne sono in mattoni a vista. Sulla facciata a capanna si apre un finestrone circolare privo di rosone. Sotto di esso si trova il portale di ingresso in pietra d'Istria, commissionato nel 1510 a Giovanni Antonio Pilacorte e contenente una lunetta rappresentante Maria Vergine in trono tra due angeli.
Sul lato sud della chiesa sono visibili gli archetti pensili dove terminava la parete prima della ristrutturazione del settecento. Nel 1861 fu collocata su questo lato una porta lapidea del 1555, che si trovava originariamente nel vecchio ospedale. Sopra di essa una nicchia semicircolare contiene una statua di San Rocco del XVIII secolo, dono della famiglia Galvani. Originariamente questa statua era collocata nell'oratorio di San Filippo Neri.
Il campanile a pianta quadrata, anch'esso in mattoni a vista, è addossato al lato sud dell'abside. Nella cella campanaria si aprono quattro semplici monofore, una per ogni lato.

### Interno

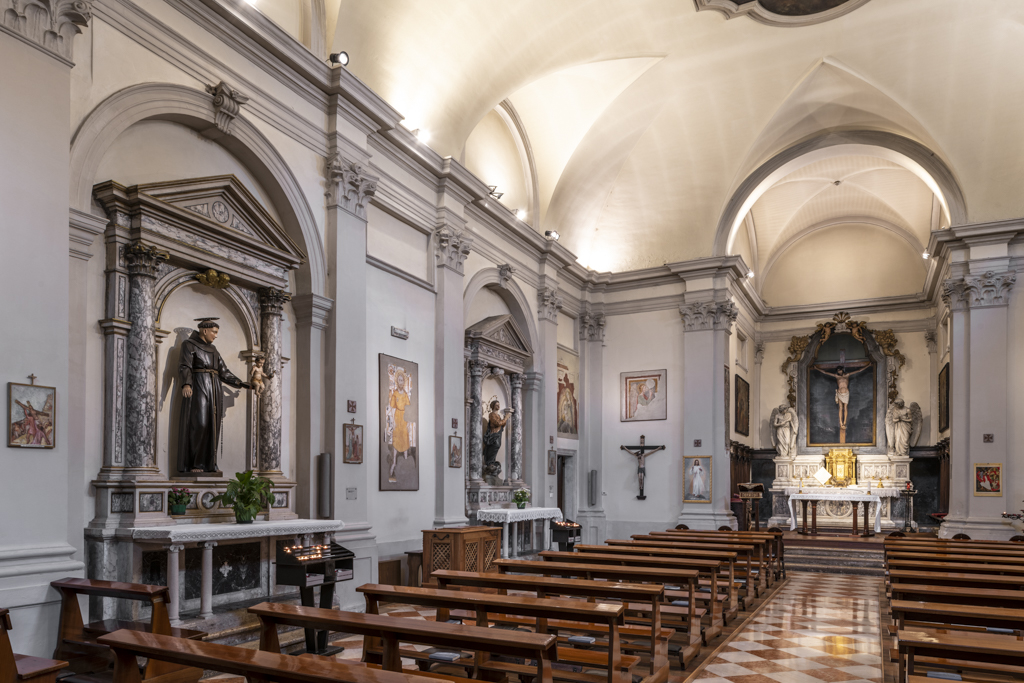
L'interno della chiesa.

La chiesa del Cristo presenta un'unica aula con quattro altari laterali, due su ogni lato, e un'abside quadrangolare. All'ingresso due pilastri delimitano una sorta di nartece appena distinguibile. Il resto dell'aula è decorato da lesene con capitelli corinzi, sormontati da una cornice modanata. Il presbiterio, sopraelevato di tre gradini, è coperto da una volta a crociera.
Sopra l'altare maggiore si trova il crocifisso intagliato e policromo commissionato a Giovanni Teutonico nel 1446. Ritenuto un tempo miracoloso e quindi al centro di processioni (in particolare per chiedere pioggia, sereno o la cessazione di epidemie), è origine del nome popolare della chiesa. Una vecchia leggenda popolare, priva di fondamento, lo voleva opera di Michelangelo Buonarroti, che sempre secondo questa storia venne accolto nell'ospedale.
Sulle pareti intonacate sono presenti diversi lacerti di affreschi trecenteschi e dell'inizio del Cinquecento.
Sul soffitto è visibile l'affresco dell'Assunta dipinto da Tiburzio Donadon nel 1947.

## Galleria d'immagini

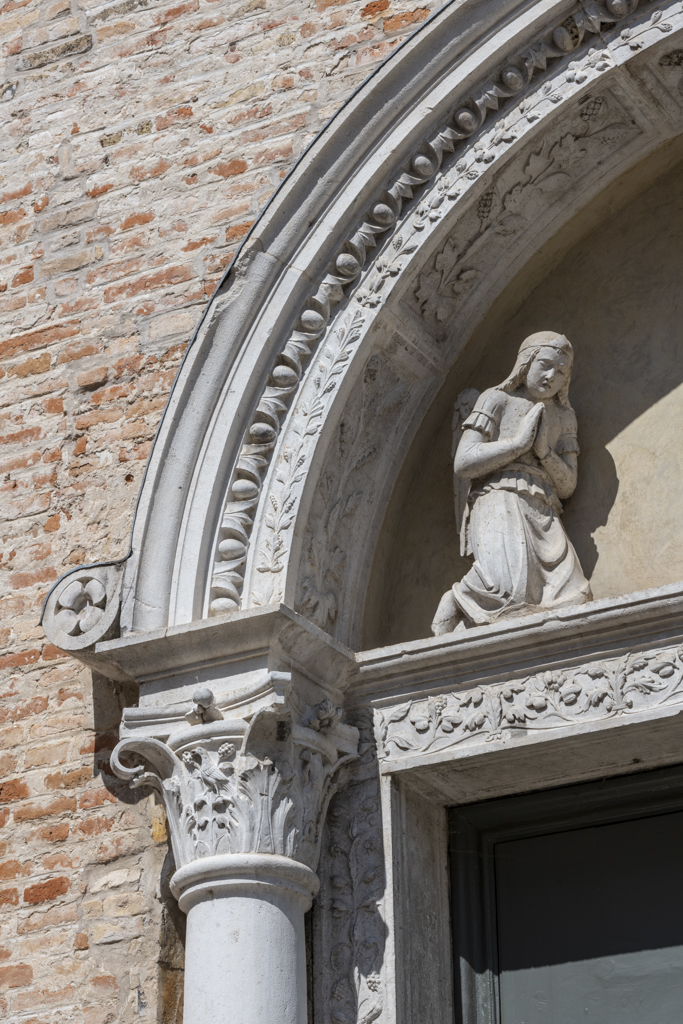
Dettaglio della lunetta del portale.
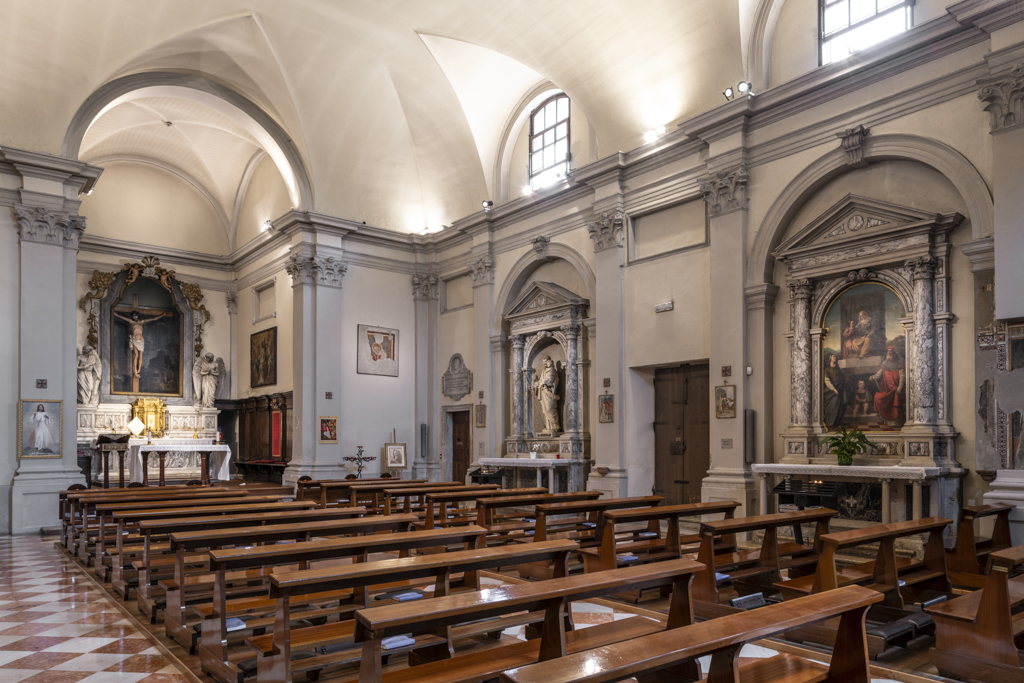
Interno della chiesa.
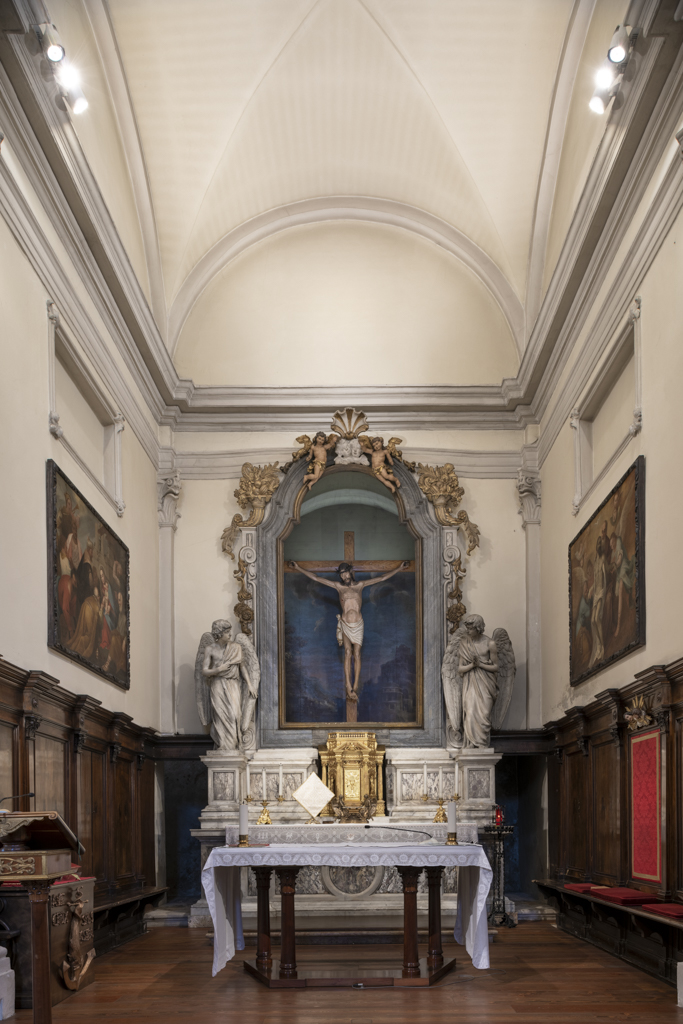
L'altare maggiore con il crocifisso ligneo.
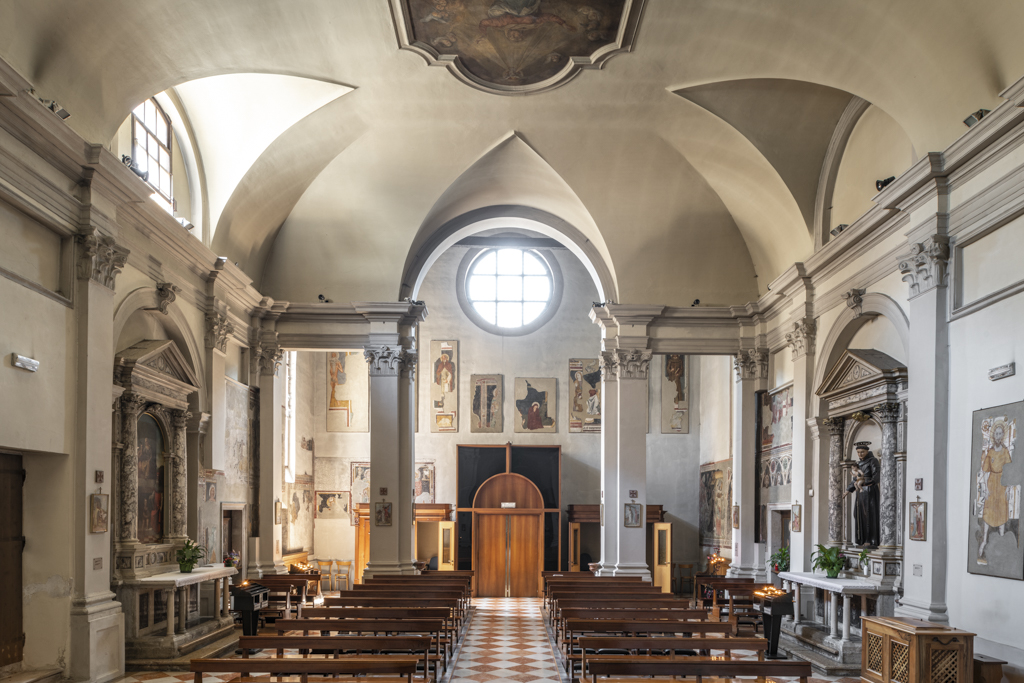
Il nartece separato dal resto dall'aula da due pilastri.
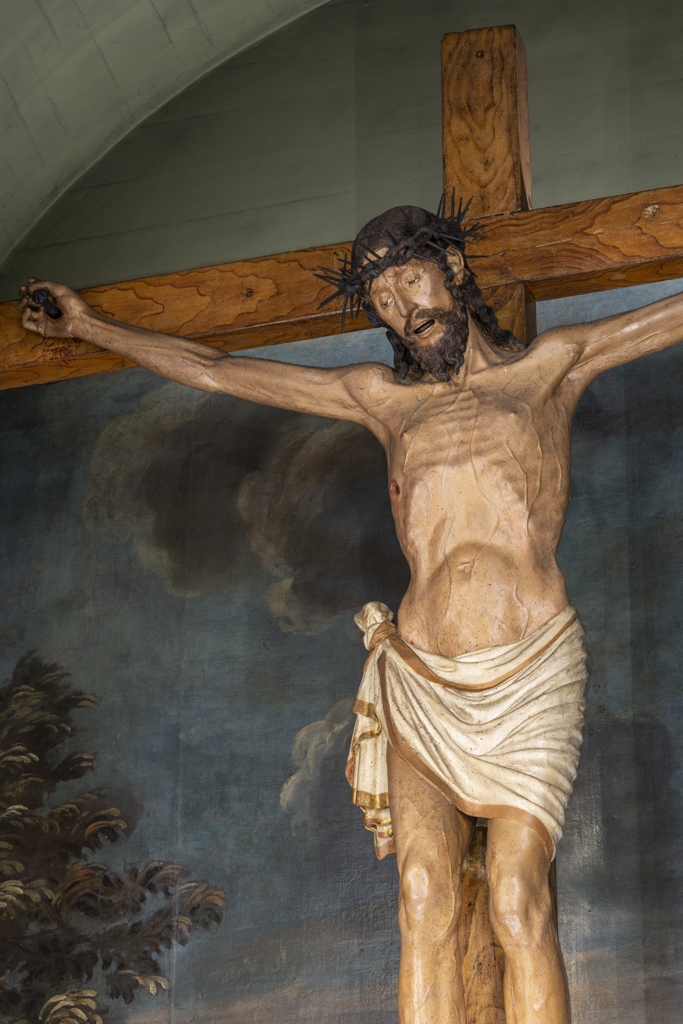
Il crocifisso ligneo del XV secolo, ritenuto un tempo miracoloso.